# Nvart Andreassian

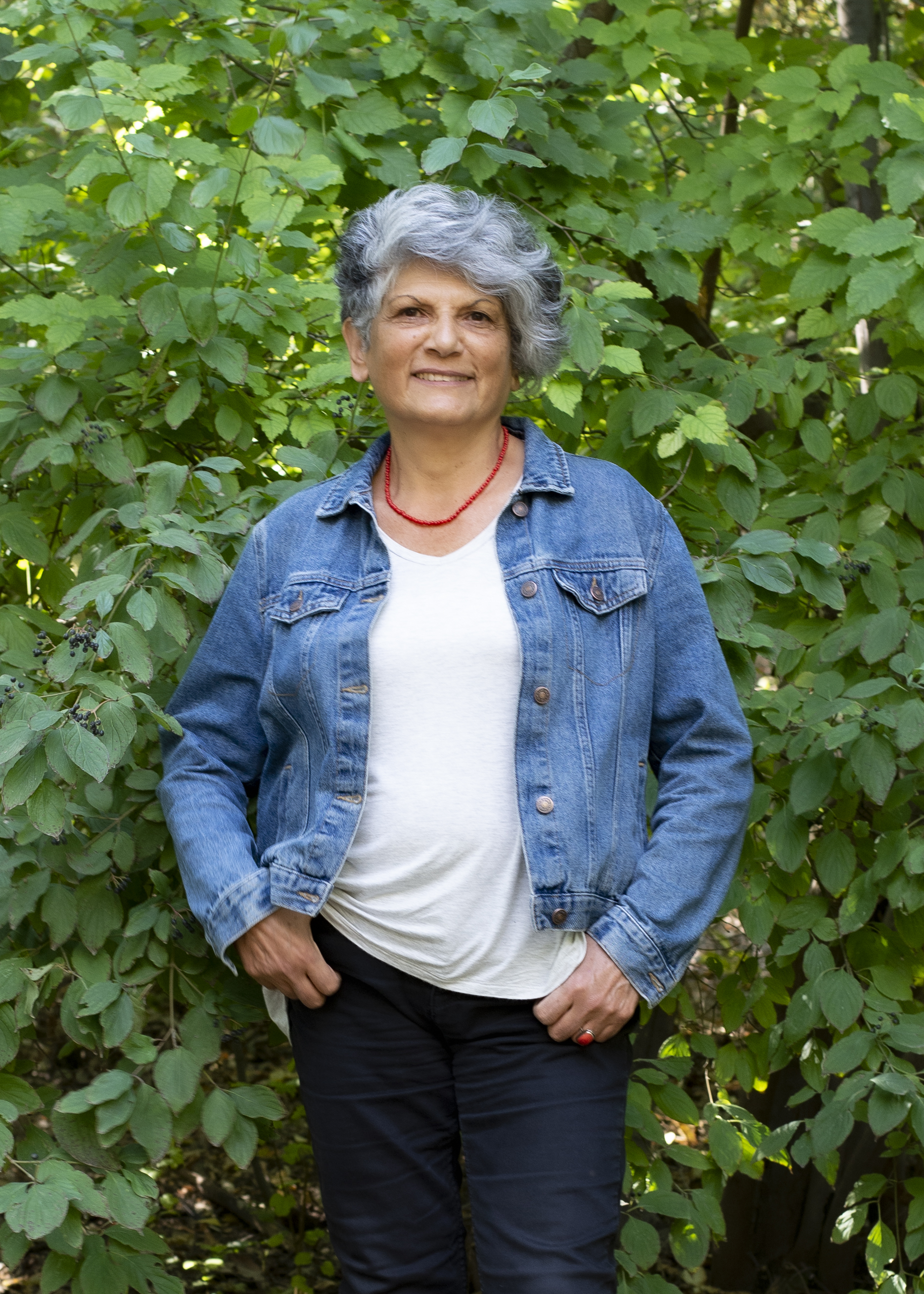
Nvart Andreassian, 2023

Nvart Andreassian (* 4. November 1952 in Istanbul, Türkei) ist eine französische  Dirigentin. Andreassian hat mehrere Orchester geleitet, war Gastdirigentin bei europäischen, südamerikanischen und asiatischen Orchestern und verfügt über sinfonische Erfahrungen.

## Beruflicher Werdegang
Nvart Andreassian studierte von 1966 bis 1971 am Staatlichen Konservatorium Jerewan, Armenien, bei Herman Terterjan und schloss mit einem Diplom in Orchester- und Chordirigieren ab. 1979/1980 erhielt sie ein Stipendium für Chor- und Orchesterdirigate an der Pariser Oper. Nvart Andreassian war Meisterschülerin bei den Dirigenten und Komponisten Michel Tabachnik, Jean Fournet, Péter Eötvös, Igor Markevitch, Daniel Barenboim und Andrew Loog Oldham. Sie studierte außerdem bei Pierre Dervaux sowie Pierre Boulez und besuchte Kurse zur Musikanalyse zeitgenössischer Musik bei Max Deutsch sowie Klassischer Musik bei Sergiu Celibidache und Roland Catoir.

## Berufliche Tätigkeiten

### Orchesterleitung
Nvart Andreassian leitete das Orchester des Staatlichen Konservatoriums Jerewan, Armenien (1968 bis 1974), das Orchestre de Chambre de Paris (1975 bis 1980), das Jugendorchester des Conservatoire de Lille (1980 bis 1989) und das dort 1985 von ihr gegründete Ensemble Polychromie (Ensemble für zeitgenössische Musik) (1982 bis 1987). 1998 wurde sie Chefdirigentin des Tianjin Conservatory Youth Orchestra und des Tianjin Symphony Orchestra.

### Lehrtätigkeiten
In Frankreich und anderen Ländern war Nvart Andreassian auch im universitären Bereich tätig: Am Conservatoire de Lille und an der Universität Lille III war sie von 1981 bis 1989 Lehrbeauftragte für Chor- und Orchesterleitung. Zwischen 1982 und 1987 stand an dieser Universität auch das Collegium Musicum unter ihrer Führung.

### Gastdirigate
Ab 1989 gab sie  Gastspiele in Südamerika (Brasilien, Uruguay, Argentinien, Venezuela), Asien (China, Armenien, Russland) und Europa.
Sie dirigierte unter anderem beim Clara Schumann Symphonieorchester Köln (1985/86), dem European Mixte Ensemble Berlin (1988 und 1990), GRIS Ensemble für zeitgenössische Musik (Frankreich) (1989), Ensemble Köln (1992), Ensemble Nouvelle Musique (Belgien, 1993), European Lucero Ensemble (1993). Seit 1993 war sie regelmäßig für Gastdirigate beim Orquestra Sinfônica de Porto Alegre (Brasilien) unter Vertrag.
Ende der 1990er Jahre war sie die erste Gastdirigentin der Armenischen Nationaloper und des Armenischen Staatlichen Philharmonischen Orchesters sowie musikalische Leiterin des Armenischen Ensembles für Neue Musik.

## Repertoireschwerpunkte
Nvart Andreassian beherrscht das Orchester- und Opernrepertoire und verfügt über sinfonische Erfahrungen. Zudem widmet sie sich besonders Werken für moderne Ensembles sowie Besetzungen mit besonderem Schwerpunkt auf zeitgenössischer Musik und hat sich hier vor allem auf den asiatischen und südamerikanischen Raum spezialisiert.

## Auszeichnungen
- 1979  Finalistin des International Competition of Young Conductors in Besançon, Frankreich
- 1980  Auszeichnung der International Yehudi Menuhin Foundation, Großbritannien